# Centrul Olimpic de BMX

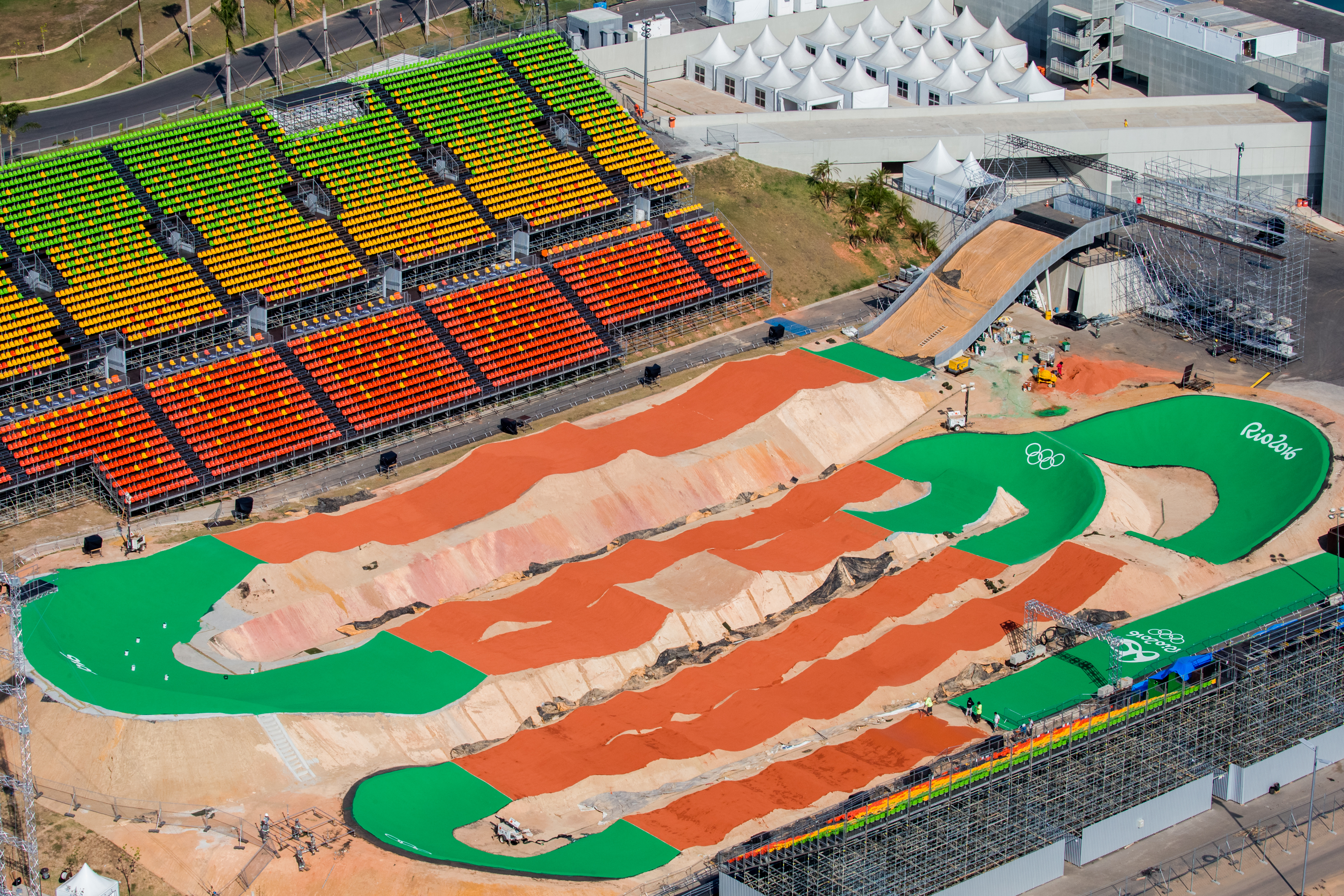
Centrul Olimpic de BMX

Centrul Olimpic de BMX este o arenă de ciclism, construită pentru probele de BMX de la Jocurile Olimpice de vară din 2016 desfășurate în Rio de Janeiro, Brazilia. Face parte din complexul X-Park (sau Parcul Radical) și este situat în partea de nord-vest a orașului, în zona Deodoro. Pista feminină are în jur de 372 de metri iar cea masculină 400. Are o capacitate de 7.500 de spectatori.